# Гатище (Україна)
Гатище — село в Україні, у Вовчанській міській громаді Чугуївського району Харківської області. Населення становить 509 осіб. До 2020 орган місцевого самоврядування — Гатищенська сільська рада.

## Географія
Село Гатище знаходиться на лівому березі річки Сіверський Донець в місці впадання в неї річки Вовча, вище за течією річки Вовча за 2 км знаходиться м. Вовчанськ, на протилежному березі річки Сіверський Донець розташоване село Огірцеве, поряд з селом проходить залізниця, найближчі станції платформа Огірцеве і Вовчанськ, навколо села великі лісові масиви (сосна, дуб) з великою кількістю піонерських таборів і будинків відпочинку.
За 2 км проходить кордон з Росією.

## Назва
Назва села походить від слова «гати». Місцевість була болотиста і для того щоб проїхати в поле, робили «гати», тобто гатили дорогу.

## Історія
Село засноване в 1695 році. 1749 року засноване як хутір на землях графа Гендрикова.
За даними на 1864 рік у казенному селі Гатище Вовчанської волості Вовчанського повіту мешкало 252 особи (125 чоловічої статі та 127 — жіночої), налічувалось 30 дворових господарств; у власницькому селі Гатище мешкало 246 осіб (126 чоловічої статі та 120 — жіночої), налічувалось 28 дворових господарств.
В 1995 році село частково газифіковане.
12 червня 2020 року, відповідно до Розпорядження Кабінету Міністрів України № 725-р «Про визначення адміністративних центрів та затвердження територій територіальних громад Харківської області», увійшло до складу Вовчанської міської громади.
19 липня 2020 року, в результаті адміністративно-територіальної реформи та ліквідації Вовчанського району, село увійшло до складу Чугуївського району.
7 лютого 2023 року окупанти обстріляли село.

## Пам'ятки
Поселення епохи неоліту ранньосередньовічного часу, епохи бронзи, черняхівської, роменської і салтівської культур.